# 甘通山猪笼草
甘通山猪笼草（学名：Nepenthes gantungensis）是菲律宾巴拉望甘通山（Mount Gantung）特有的热带食虫植物。其存在于海拔1600米至1784米处。

## 植物学史
Jehson Cervancia、Mark Jaunzems、李乾和斯图尔特·麦克弗森在2009年初首次发现了该物种。2010年2月28日，该发现被发表于互联网上，并将其非正式命名为“Nepenthes sp. G”。当时，斯图尔特·麦克弗森并不确定该类群是否是一个新的物种，或是惊奇猪笼草的变种。同时，该类群也被食虫植物爱好者要求引入栽培。
2010年7月，斯图尔特·麦克弗森、Jehson Cervancia、Mark Jaunzems、李乾、弗朗索瓦·梅（François Mey）和阿拉斯泰尔·罗宾逊在斯图尔特·麦克弗森的《食虫植物及其原生地》（Carnivorous Plants and their Habitats）第二卷中正式描述了甘通山猪笼草。其种加词“gantungensis”来源于唯一已知的原生地甘通山。该描述包含9副图片，其由9张原生地照片及1幅由弗朗索瓦·梅创作的线条画组成。
编号为“S.McPherson SRM 4”的标本被指定为模式标本，其存放于普林塞萨港巴拉望州立大学植物标本馆（PPC）中。其于2010年1月25日，被采集于甘通山海拔1754米处。在准备物种描述时，描述作者还参考了大量其他密切相关物种的标本，包括爱登堡猪笼草（N. attenboroughii，标本：A.Robinson AR001和AR002）、曼塔灵阿汉山猪笼草（N. mantalingajanensis，标本：G.C.G.Argent & E.M.Romero 92114）、惊奇猪笼草（N. mira，标本：G.C.G.Argent et al. 25438）和马来王猪笼草（N. rajah，标本：Low s.n.）。

## 形态特征

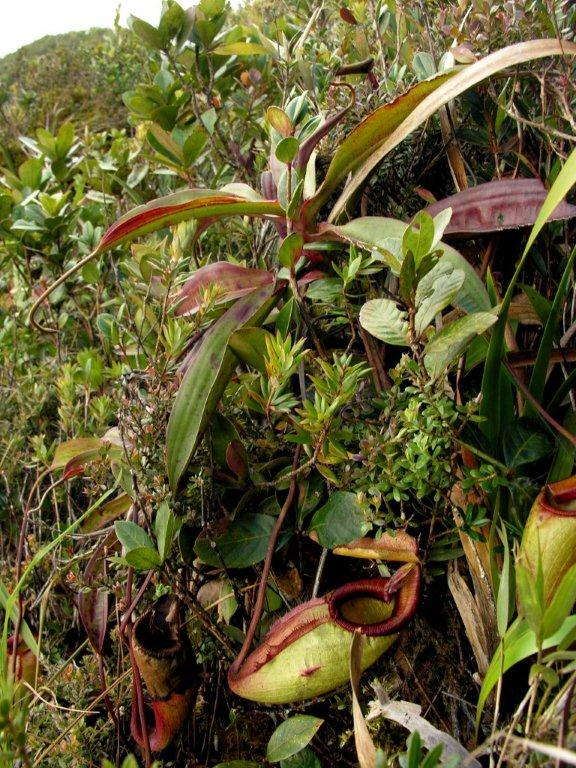
生长于甘通山山顶附近的甘通山猪笼草

甘通山猪笼草为直立藤本植物。攀援茎可分叉，可长达4米，呈圆柱形，直径为2.5至3.5厘米。节间距通常为2至20厘米。

### 叶
甘通山猪笼草的叶片具柄至具小柄，革质，呈窄长圆形，可长达20至40厘米，宽至6至12厘米。叶尖为急尖或圆。叶基可为短渐尖或钝尖，包住茎周长的三分之二至全部。笼蔓可长达40厘米，上位笼的笼蔓可出现笼蔓圈。

### 捕虫笼
甘通山猪笼草的下位笼整体为卵形至瓮形。其可高达20厘米，宽至7厘米。腹面的笼翼可宽达12毫米。翼须可长达10毫米。笼口为广椭圆形至圆形，可宽达6厘米，倾斜，基部拉长为突出的唇颈。
唇为椭圆形至略微平展，可宽达2厘米，唇颈处可宽达3厘米。唇肋可高达2毫米，间距可达2毫米，唇齿可长达4毫米。下位笼的整个内表面都覆盖着蜜腺。笼盖为椭圆形，可长达6厘米，宽至4.5厘米。无附属物及笼盖骨。位于笼盖基部后方的笼蔓尾可长达9毫米，直径可达2毫米，但也可能较小。
甘通山猪笼草的上位笼常见。其整体为漏斗形，或基部三分之二为漏斗形，上部为圆柱形。其体型可大于下位笼，可高达25厘米，宽至7厘米，但极少巨大。笼翼通常缩小为一对隆起。上位笼的其他部分与下位笼类似。

### 花序
甘通山猪笼草的莲座状植株和攀爬状植株都可以出现花序，其花序为总状花序。雄性花序可长达60厘米，花序轴可长达30厘米。雌性花序可长达50厘米。总花梗直径约1厘米。雌性花序共约150朵，通常集中于花序外四分之一。其花序通常仅带一朵花，少数带两朵。果荚可长达8毫米。种子呈丝状，为浅棕色，长约7毫米。

### 毛被
甘通山猪笼草笼蔓的毛被为红褐色，可长达3毫米，易脱落。叶缘及发育中的捕虫笼外表面具稀疏的短毛，可长达2毫米，随着时间推移逐渐变为银色。

### 颜色
甘通山猪笼草营养组织的颜色可变性高。叶片及叶柄的向阴面常为绿色，向阳面常为红色至紫色。捕虫笼外表面以绿色至黄色为主，内表面通常有紫色的斑点。尚未发现全红或全紫的下位笼。下位笼的唇通常为红色、紫色或棕色。上位笼的唇为橙色至红色。笼盖为黄色至橙色，偶尔略为红色。

## 生态关系
甘通山猪笼草为菲律宾巴拉望岛特有的热带食虫植物。其存在于布鲁克点自治縣甘通山海拔1600米至1784米的高地山坡上。已知的种群数量仅数百株。
甘通山猪笼草陆生。其主要存在于山顶或顶峰山脊的矮小山地灌木植被中，其海拔高于1650米。在此，甘通山猪笼草常开花，为紧凑的莲座状。长势最好的种群存在于山顶下部石块遮蔽的灌木中。黄花的攀援状植株存在于海拔1600米以上的“灌木山地森林”中。在这样遮蔽的条件下，甘通山猪笼草常攀爬至林冠。其与其他密切近缘的物种一样，与竹子之间存在竞争关系。甘通山猪笼草并不与其他猪笼草属物种同域分布，所以未发现任何甘通山猪笼草的自然杂交种。
甘通山猪笼草还未被列入《世界自然保护联盟濒危物种红色名录》中，但由于其分布局限且数量稀少，描述作者根据世界自然保护联盟的标准，认为其保护状况为极危。甘通山猪笼草的大部分原生地都没有受到人类活动的干扰，山顶附近仅存在一座无线中继塔和一个小型建筑。甘通山位于曼塔靈阿漢山保护区内，但“大规模的商业采矿作业”仍在山顶附近持续进行。

## 相关物种
描述作者认为甘通山猪笼草与迪安猪笼草（N. deaniana）和惊奇猪笼草之间存在着最密切的近缘关系。这三个物种都仅存在于巴拉望个别孤立的山峰上。可通过甘通山猪笼草短且窄，叶尖和叶基更尖的叶片，及花梗只带一朵花的花序结构与其他物种区分开来。甘通山猪笼草与迪安猪笼草相比，其花序通常更长。其次，其捕虫笼的形态特征也不同，甘通山猪笼草的唇更明显。迪安猪笼草和惊奇猪笼草的下位笼可通体为紫红色，而尚未发现甘通山猪笼草存在深色的下位笼。此外，甘通山猪笼草较其他近缘的物种更容易出现上位笼。
在甘通山猪笼草的描述中，曼塔灵阿汉山猪笼草被认为是第二近缘的物种。这四个物种被认为具共同的祖先。
2011年描述的莱昂纳多猪笼草（N. leonardoi）是另一个与之近缘的物种。只依照其捕虫笼形态特征并不能可靠的将其区分，而莱昂纳多猪笼草可出现颜色更深的捕虫笼，偶尔完全为黑色。莱昂纳多猪笼草叶片的叶柄更明显，花序较短，并其花朵具有特征性的霉味。作为仅产于甘通山高地山脊的猪笼草属物种，甘通山猪笼草在野外极易鉴别。
在食虫植物数据库中，分类学家简·斯洛尔（Jan Schlauer）将甘通山猪笼草列为迪安猪笼草（N. deaniana）的同物异名。

## 扩展阅读
- 食虫植物照片搜寻引擎中甘通山猪笼草的照片 （页面存档备份，存于）

 维基共享资源上的相關多媒體資源：甘通山猪笼草
 維基物種上的相關：甘通山猪笼草